# 14. srpen
14. srpen je 226. den roku podle gregoriánského kalendáře (227. v přestupném roce). Do konce roku zbývá 139 dní.

## Události

### Česko
- 1370 – Císař Karel IV. udělil Karlovým Varům městská práva.
- 1431 – Husitské války: husitská vojska v bitvě u Domažlic porazila pátou křížovou výpravu vedenou markrabím Fridrichem Braniborským a kardinálem Juliánem Cesarinim. Křižáci se zprvu pokusili dobýt Domažlice, ale když došla zpráva, že k Domažlicím míří husité, vypukla mezi křižáky panika a poté, co zaslechli zpěv husitských vojsk, se dali na útěk.
- 1436 – Na sněmu v Jihlavě byl husitskými stavy přijat za českého krále syn Karla IV. Zikmund, jenž byl posledním Lucemburkem na českém trůnu.
- 1946 – Ve Zlíně je založeno profesionální divadlo s názvem Divadlo pracujících coby součást n.p. Baťa – všichni pracovníci divadla byli vedeni jako zaměstnanci n.p. Baťa, dílna č. 9472.
- 1953 – V Prostějově se setkal Jan Werich s divačkou Milenou Dvorskou a nabídl jí roli Marušky ve filmu Byl jednou jeden král...
- 1957 – Frýdek-Místek, Frenštát pod Radhoštěm, Hlučínsko, Opava a Ostrava byly postiženy větrnou smrští spojenou s průtrží mračen, která způsobila značné škody.
- 1974 – Veletržní palác v Praze byl zachvácen požárem, jehož likvidace trvala téměř týden.
- 1977 – Herci Jan Tříska a Karla Chadimová emigrovali do USA.
- 1998 – V Liberci zahájen provoz tramvají na normálním rozchodu.
- 2001 – Plavkyně Dana Zbořilová přeplavala jako druhá Češka v historii Lamanšský průliv.
- 2002 – Povodeň v Česku: Již deset obětí na životech. Vltava v Praze dosáhla úrovně pětisetleté vody, začala evakuace Starého Města, ze zaplavené trojské zoo uprchl lachtan Gaston. Labe u Neratovic zalilo areál chemičky Spolana.

### Svět
- 1248 – Začala stavba katedrály v Kolíně nad Rýnem, která trvala 632 let.
- 1386 – V kastilsko-portugalské bitvě u španělské Aljubarroty se střetl portugalský král Jan I. se stejnojmenným kastilským králem Janem I. Portugalský král zvítězil, a zajistil si tak nezávislost na Španělsku.
- 1784 – Na Kodiak Island založil ruský obchodník s kožešinami Grigorij Šelikov Three Saints Bay, první stálou ruskou osadu na Aljašce.
- 1793 – Povstání ve Vendée: roajalisté byli poraženi republikány v bitvě u Luconu.
- 1816 – Spojené království anektovalo Tristan da Cunha.
- 1880 – V Kolíně nad Rýnem dostavěli katedrálu přesně po 632 letech.
- 1920 – V Antverpách byly zahájeny VII. Letní olympijské hry.
- 1936 – První basketbalový zápas jako nová disciplína letních Olympijských her se odehrál v Berlíně.
- 1941 – Winston Churchill a Franklin D. Roosevelt podepsali Atlantickou chartu.
- 1947 – Pákistán vyhlásil nezávislost.
- 1971 – Bahrajn vyhlásil nezávislost.
- 1973 – V Pákistánu vstoupoila v platnost nová ústava.
- 1980 – Lech Wałęsa vedl stávku v gdaňských loděnicích v Polsku, což později vedlo ke vzniku odborového hnutí Solidarita.
- 1994 – Byl dopaden Iljič Ramírez Sánchez, terorista známý pod přezdívkou „Šakal“.
- 2003 – Rozsáhlý výpadek elektřiny postihl severovýchod USA a Kanady, 50 milionů lidí bylo bez proudu.
- 2007 – Bombové útoky v Kachtanija na severovýchodě Iráku měly za následek 796 mrtvých.
- 2015 – Po 54 letech byla slavnostně znovuotevřena ambasáda Spojených států amerických v kubánské Havaně.
- 2018 – V Janově se zřítil Morandiho most, o život přišlo 43 lidí.

## Narození

### Česko

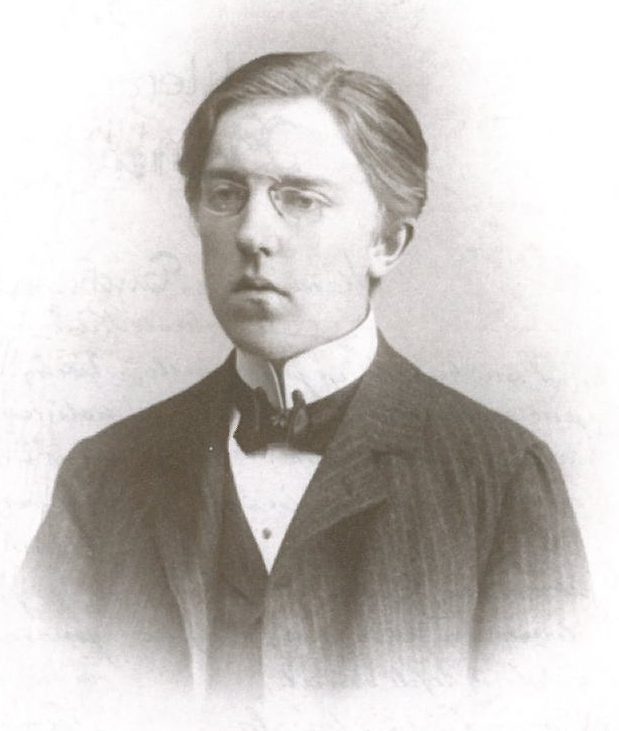
Jiří Červený (* 1887)

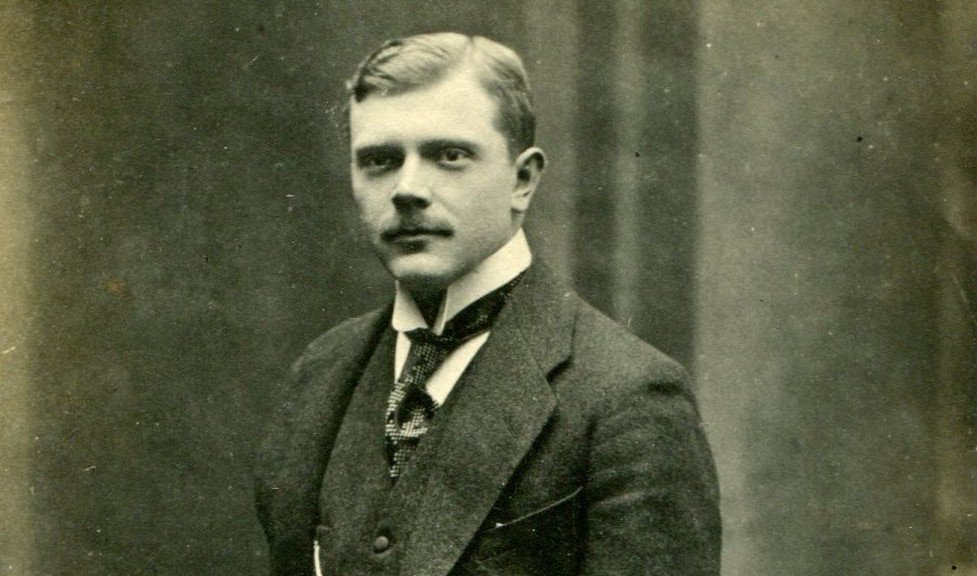
Viktor Trkal (* 1888)

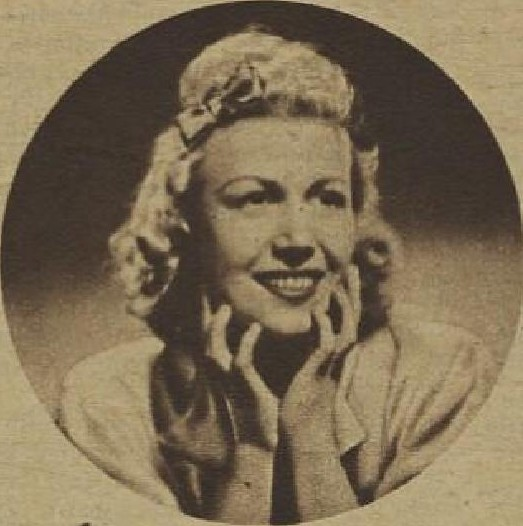
Inka Zemánková (* 1915)

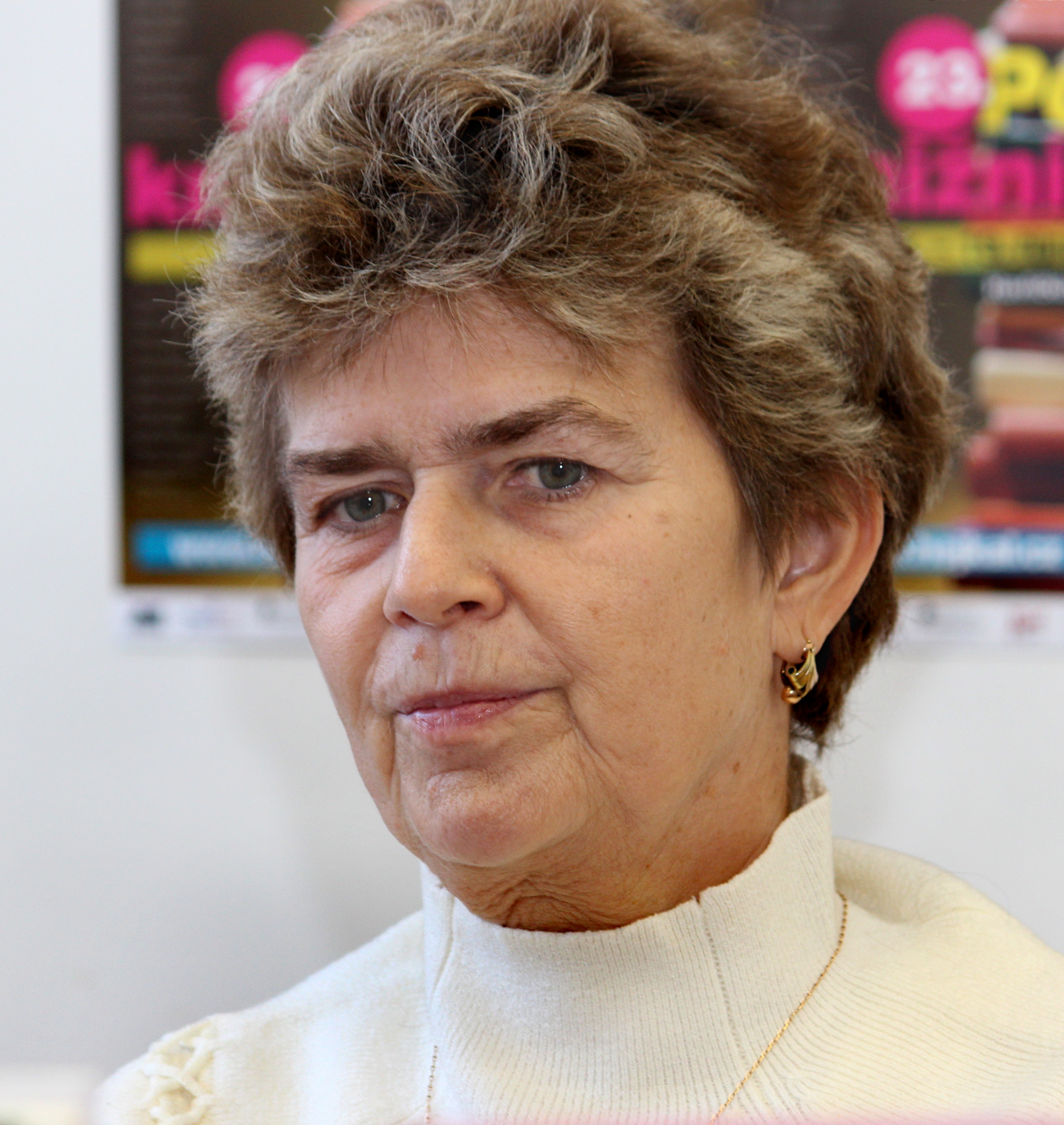
Věra Řeháčková (* 1950)

- 1779 – Nehemias Trebitsch, moravsko-slezský zemský rabín († 4. července 1842)
- 1837 – Jan Ludevít Procházka,  klavírista a dirigent († 25. ledna 1899)
- 1856 – Franz Peschka, sudetoněmecký statkář a politik († 30. dubna 1908)
- 1877
  - Alois Kunz, československý politik německé národnosti († 11. července 1950)
  - Wilhelm Wostry, československý historik německé národnosti († 8. dubna 1951)
- 1887 – Jiří Červený, kabaretiér, spisovatel a skladatel († 6. května 1962)
- 1888 – Viktor Trkal, fyzik († 3. září 1956)
- 1890 – Otto Albert Tichý, hudební skladatel, pedagog a varhaník († 21. října 1973)
- 1891 – Jaroslav Mráz-Habrovský, malíř († 12. října 1976)
- 1893 – František Dvorník, historik-byzantolog († 4. listopadu 1975)
- 1909 – Jiří Voženílek, architekt († 4. listopadu 1986)
- 1914
  - Vítězslav Lepařík, voják a velitel výsadku Glucinium († 28. dubna 1945)
  - Zdeněk Trtík, teolog, děkan Husovy československé bohoslovecké fakulty († 24. června 1983)
  - František Anicet Petružela, vojenský duchovní († 3. července 2007)
- 1915
  - Miroslav Venhoda, hudební skladatel a teoretik, dirigent († 10. května 1987)
  - Inka Zemánková, swingová zpěvačka a herečka († 23. května 2000)
- 1917 – Mira Figarová, tanečnice, choreografka a divadelní pedagožka († 12. ledna 2013)
- 1919 – Josef Pehr, herec a loutkář († 17. srpna 1986)
- 1927 – Stanislav Duchoň, hobojista († 29. ledna 2020)
- 1928 – Jana Krejcarová, básnířka a prozaička († 5. ledna 1981)
- 1929 – Boleslav Bárta, psycholog a politik († 31. května 1991)
- 1930
  - Karel Friedrich, režisér, scenárista a prozaik
  - Jaromír Demek, geograf a geomorfolog († 5. února 2017)
- 1933 – Václav Rabas, varhaník, publicista, hudební pedagog a politik († 20. dubna 2015)
- 1934 – Jan Svoboda, biolog († 13. března 2017)
- 1935 – Jaroslav Kepka, herec († 24. dubna 2019)
- 1936 – Vojtěch Mareš, házenkář († 18. července 2025)
- 1943 – Bohdan Holomíček, dokumentární fotograf
- 1945 – Michal Černoušek, psycholog, pedagog a publicista († 16. ledna 2005)
- 1946 – Jiří Vlach, sochař, medailér a pedagog
- 1949
  - Jaroslav Erik Frič, básník, hudebník, nakladatel († 24. května 2019)
  - Petr Kavan, sochař a řezbář
- 1950 – Věra Řeháčková, spisovatelka
- 1953 – Jiří Balvín, ministr kultury ČR
- 1956 – Pavel Trojan, hudební skladatel
- 1959 – Alena Baisová, výtvarnice, malířka, ilustrátorka
- 1962 – Emilie Třísková, místní politička
- 1967 – Marek Trval, fotbalista
- 1970 – Ctislav Doseděl, tenista
- 1978 – Jaroslav Němec, umělec
- 1984 – Eva Birnerová, tenistka
- 1985 – Braňo Holiček, dabér, herec a režisér

### Svět

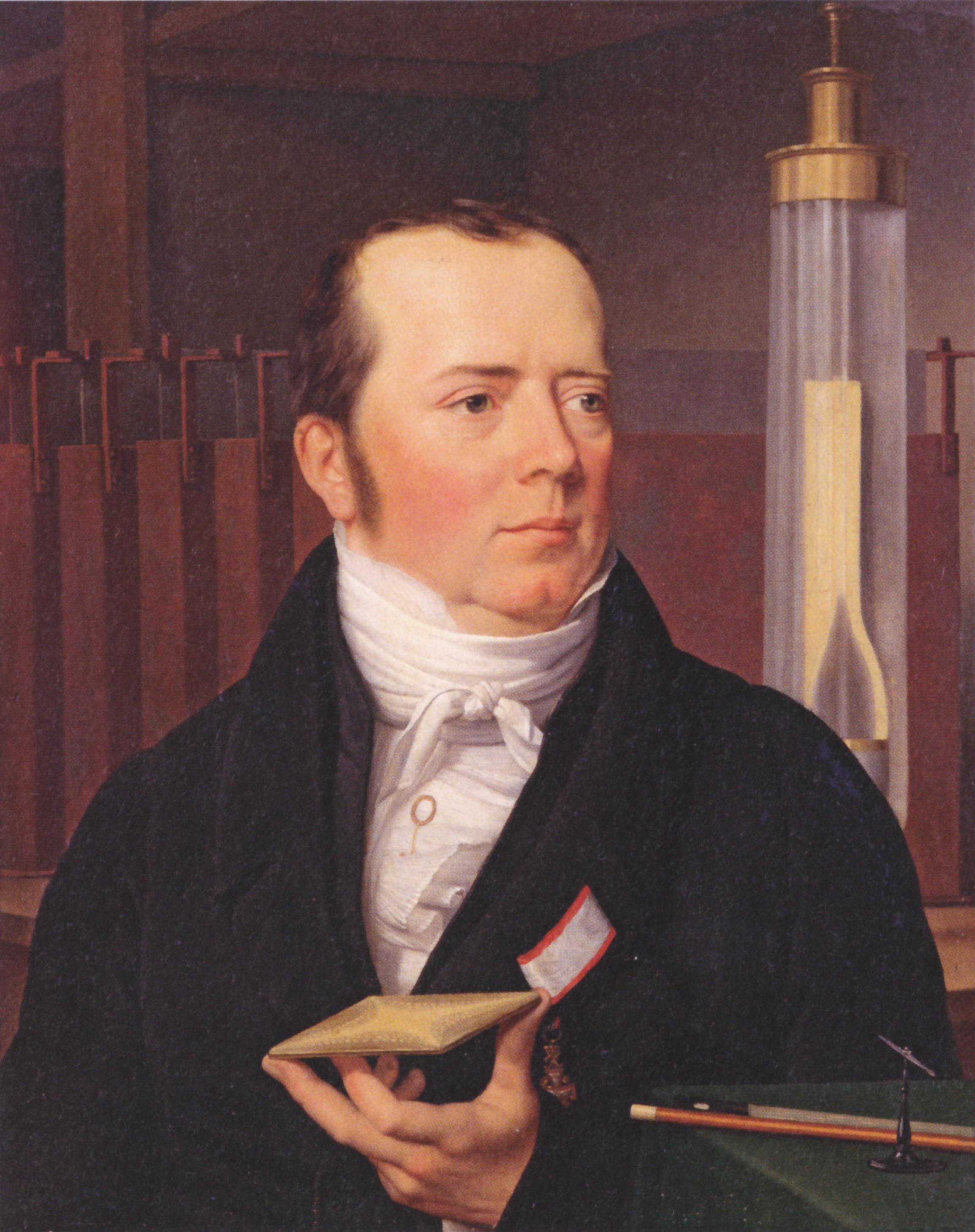
Hans Christian Ørsted (* 1777)

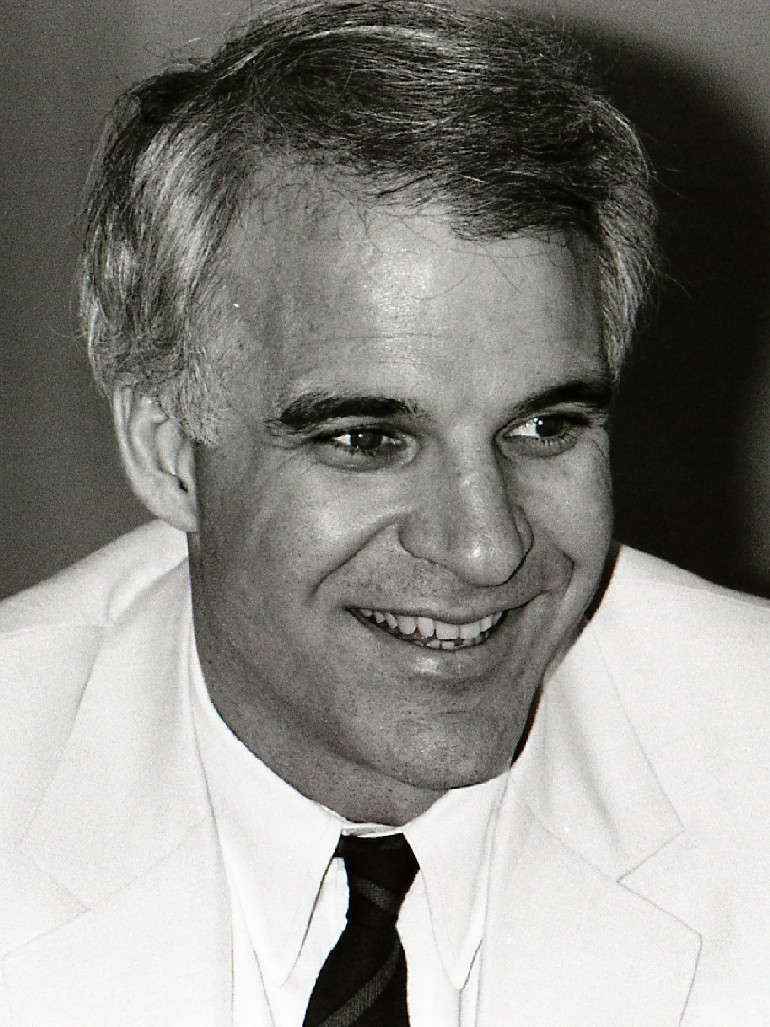
Steve Martin (* 1945)

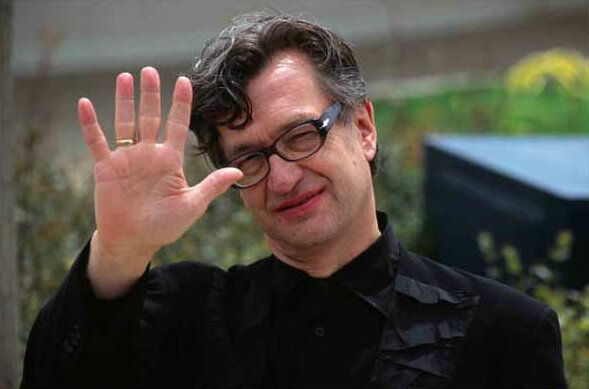
Wim Wenders (* 1945)

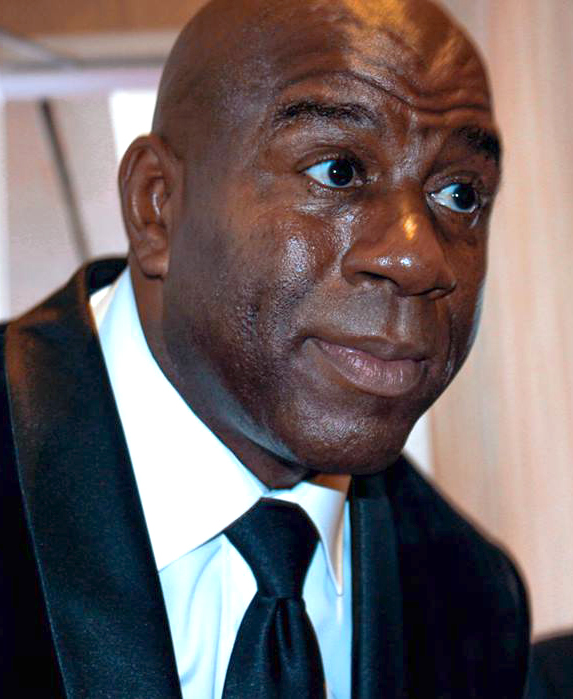
Magic Johnson (* 1959)

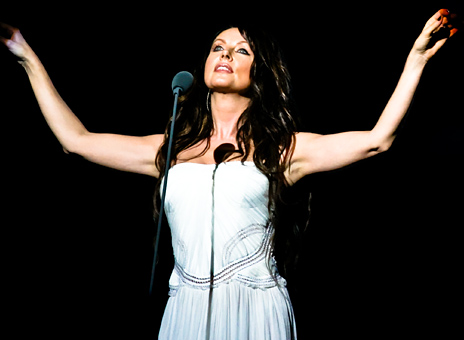
Sarah Brightmanová (* 1960)

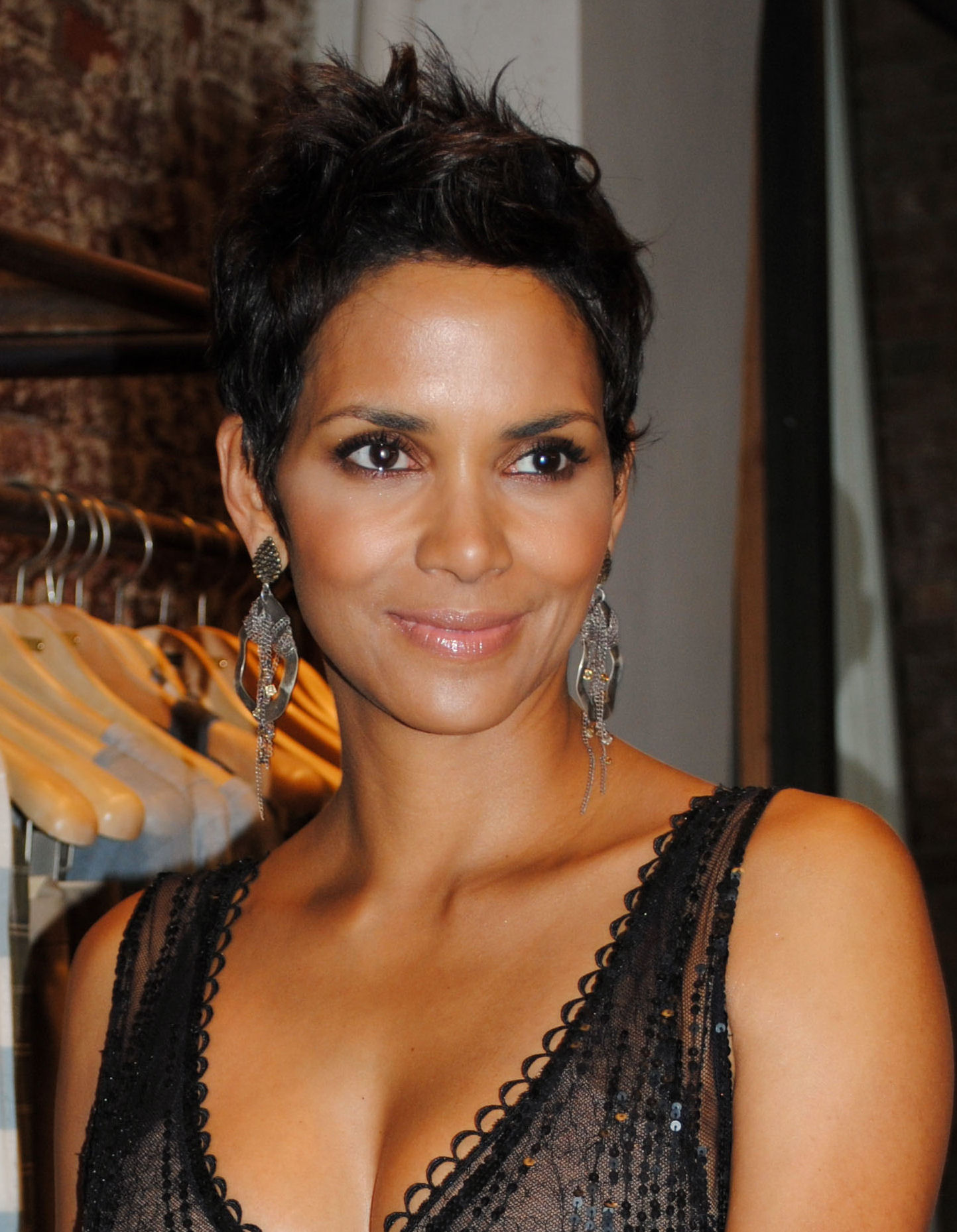
Halle Berryová (* 1966)

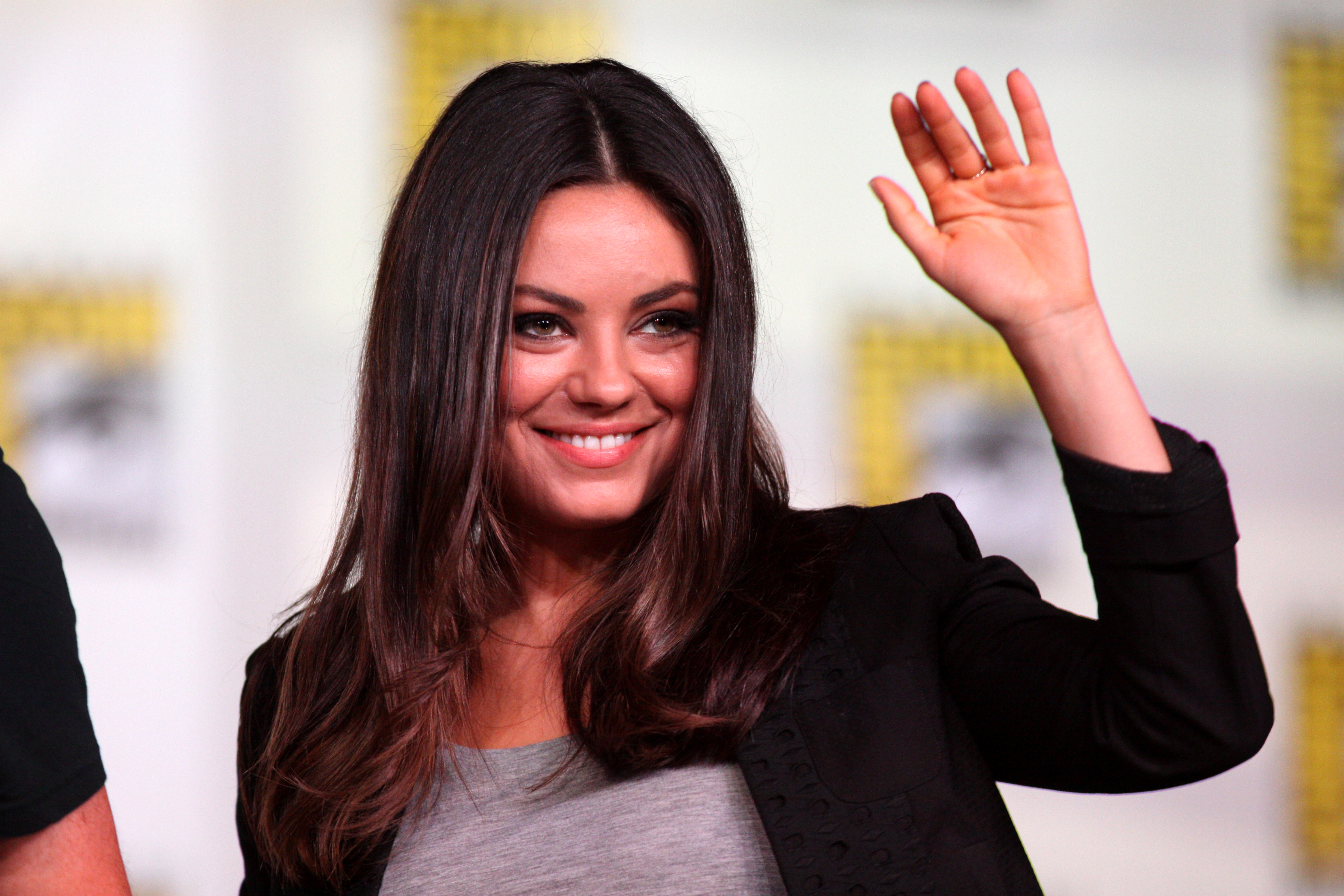
Mila Kunis (* 1983)

- 1297 – Hanazono, 95. japonský císař († 2. prosince 1348)
- 1473 – Markéta Pole, dcera Jiřího, 1. vévody z Clarence, blahoslavená († 27. května 1541)
- 1532 – Magdalena Habsburská, rakouská arcivévodkyně, dcera císaře Ferdinanda I. († 10. prosince 1590)
- 1625 – François Harlay de Champvallon, arcibiskup v Rouenu a v Paříži († 6. srpna 1695)
- 1642 – Cosimo III. Medicejský, toskánský velkovévoda († 31. října 1723)
- 1688 – Fridrich Vilém I., pruský král († 31. května 1740)
- 1714 – Claude Joseph Vernet, francouzský malíř († 3. prosince 1789)
- 1720 – Fridrich II. Hesensko-Kasselský, hesenský kníže († 31. října 1785)
- 1742 – Pius VII., papež († 20. srpna 1823)
- 1772 – Alexandr Leopold Habsbursko-Lotrinský, rakouský arcivévoda a uherský palatin († 12. července 1795)
- 1777 – Hans Christian Oersted, dánský fyzik, chemik a filosof († 9. března 1851)
- 1815 – Alois Löcherer, německý fotograf († 15. července 1862)
- 1840 – Richard von Krafft-Ebing, německo-rakouský psychiatr, neurolog, spoluzakladatel moderní sexuologie († 22. prosince 1902)
- 1842 – Jean Gaston Darboux, francouzský matematik († 23. února 1917)
- 1851 – Doc Holliday, americký dentista, hazardní hráč a pistolník z Divokého Západu († 8. listopadu 1887)
- 1860 – Ernest Thompson Seton, americký ilustrátor, přírodovědec a spisovatel, zakladatel woodcrafterského hnutí a náčelník (Chief Scout) Boy Scouts of America († 23. října 1946)
- 1863 – Menachem Usiškin, ruský sionistický aktivista († 2. října 1941)
- 1865 – Dmitrij Sergejevič Merežkovskij, ruský symbolistický básník, kritik, spisovatel a konzervativní politický myslitel († 9. prosince 1941)
- 1867 – John Galsworthy, anglický spisovatel, nositel Nobelovy ceny za literaturu († 31. ledna 1933)
- 1876 – Alexandr I. Obrenović, král Srbska († 11. června 1903)
- 1878 – Harald Kidde, dánský prozaik († 23. listopadu 1918)
- 1886 – Karl Korsch, německý marxistický filozof († 21. října 1961)
- 1892 – Kaikhosru Shapurji Sorabji, britský hudební skladatel, kritik, klavírista a spisovatel († 15. října 1988)
- 1898 – Ernst Kyburz, švýcarský zápasník, zlato na OH 1928 († 16. října 1983)
- 1901
  - Lucien Aigner, maďarský fotograf († 29. března 1999)
  - Antonio Pedrotti, italský dirigent a skladatel († 15. května 1975)
- 1906
  - Rajmund Galon, polský geograf († 19. června 1986)
  - Horst P. Horst, americký módní fotograf († 18. listopadu 1999)
- 1910
  - Willy Ronis, francouzský fotograf († 11. září 2009)
  - Pierre Schaeffer, francouzský hudební skladatel († 19. srpna 1995)
- 1914 – Poul Hartling, premiér Dánska († 30. dubna 2000)
- 1915
  - Derek Prince, britský kazatel († 24. září 2003)
  - Mary Fedden, britská malířka († 22. června 2012)
- 1919 – Juraj Špitzer, slovenský literární historik a publicista († 11. října 1995)
- 1924
  - Georges Prêtre, francouzský dirigent († 4. ledna 2017)
  - Delbert Ray Fulkerson, americký matematik († 10. ledna 1976)
  - Sverre Fehn, norský architekt († 23. února 2009)
- 1926
  - Agostino Cacciavillan, italský kardinál († 5. března 2022)
  - René Goscinny, francouzský humorista, spoluautor komiksu Asterix († 5. listopadu 1977)
- 1928 – Lina Wertmüllerová, italská filmová režisérka († 9. prosince 2021)
- 1930 – Eddie Costa, americký klavírista († 28. července 1962)
- 1932 – James V. Hansen, americký politik († 14. listopadu 2018)
- 1933 – Richard R. Ernst, švýcarský fyzikální chemik a nositel Nobelovy ceny († 4. června 2021)
- 1934
  - Lucien Clergue, francouzský fotograf († 15. listopadu 2014)
  - André Boniface, francouzský ragbista († 8. dubna 2024)
- 1938 – Jacques Rouffio, francouzský režisér († 8. července 2016)
- 1941 – David Crosby, americký kytarista, zpěvák, textař, zakládající člen skupin The Byrds a Crosby, Stills, Nash & Young († 18. ledna 2023)
- 1943 – Jon McBride, americký kosmonaut
- 1945
  - Wim Wenders, německý režisér
  - Miloslav Luther, slovenský filmový a televizní režisér a scenárista
  - Steve Martin, americký komik
  - Dennis O'Rourke, australský dokumentarista, producent, režisér a scenárista († 15. června 2013)
- 1947
  - Maddy Prior, britská folková zpěvačka
  - Danielle Steel, americká spisovatelka
- 1951
  - Peter Blegvad, americký kytarista a zpěvák
  - Carl Lumbly, americký herec
- 1953 – James Horner, americký hudební skladatel († 22. června 2015)
- 1957 – Tony Moran, americký herec a filmový producent
- 1959
  - Magic Johnson, americký basketbalista
  - Marcia Gay Hardenová, americká herečka
- 1960 – Sarah Brightmanová, anglická sopranistka
- 1965 – Emmanuelle Béart, francouzská herečka
- 1966 – Halle Berryová, americká herečka
- 1968
  - Catherine Bellová, americká herečka
  - Jason Leonard, anglický ragbista
- 1976 – Fabrizio Donato, italský trojskokan
- 1979 – Séverine Brémondová, francouzská tenistka
- 1982 – Klemen Bečan, slovinský sportovní lezec
- 1983
  - Mila Kunis, americká herečka
  - Lu Jan-sun, tchajwanský tenista
- 1984 – Robin Söderling, švédský tenista
- 1991 – Mathilde Becerra, francouzská sportovní lezkyně
- 2001 – Sandra Lettner, rakouská sportovní lezkyně

## Úmrtí

### Česko
- 1734 – Jan Josef z Vrtby, český šlechtic (* 1669)
- 1885 – Benedikt Roezl, český cestovatel, zahradník a botanik (* 13. srpna 1824)
- 1892 – Josef Kořínek, klasický filolog (* 27. května 1829)
- 1917 – Ondřej Horník, hudební skladatel, varhaník a sběratel hudebních památek (* 2. prosince 1864)
- 1922 – Jindřich Fleischner, sociální pracovník a překladatel (* 5. března 1879)
- 1926 – Ludwig Spiegel, československý politik německé národnosti (* 31. března 1864)
- 1929 – Bedřich Macků, československý fyzik a politik (* 8. března 1879)
- 1948 – Eliška Misáková, sportovní gymnastka, zlato na OH 1948 (* 12. října 1926)
- 1950 – Jaroslav Hýbl, profesor a rektor Českého vysokého učení technického (* 21. dubna 1882)
- 1951 – Oldřich Blecha, hudební skladatel a sběratel lidových písní (* 4. dubna 1892)
- 1954 – Karel Pergler, československý právník, politik a diplomat (* 6. března 1882)
- 1956 – Jaroslav Řídký, český hudební skladatel a dirigent (* 25. srpna 1897)
- 1959 – Bedřich Vašek, děkan teologické fakulty v Olomouci (* 10. února 1882)
- 1966 – Josef Bartoš, hudební pedagog, skladatel a sbormistr (* 10. února 1902)
- 1969 – Quido Maria Vyskočil, český spisovatel (* 18. října 1881)
- 1975
  - Jiří Horák, český slavista, folklorista a diplomat (* 4. prosince 1884)
  - František Pacík, český sochař (* 5. února 1927)
- 1981 – Ota Koval, režisér, scenárista a herec (* 11. dubna 1931)
- 1984 – Václav Vejsada, spisovatel (* 10. ledna 1921)
- 1986 – Vítězslav Černý, herec (* 1. července 1922)
- 1987
  - Zdenko Nováček, hudební teoretik a politik (* 16. srpna 1923)
  - Vilém Sacher, generál a spisovatel (* 17. února 1907)
- 1993 – Jiří Adamíra, herec (* 2. dubna 1926)
- 1996 – Miki Volek, zpěvák (* 21. května 1943)
- 1999 – Mirko Musil, český herec (* 26. srpna 1924)
- 1998 – Stanislav Holý, malíř, grafik a ilustrátor (* 25. února 1943)
- 2001 – Pavel Schmidt, československý skifař, olympijský vítěz (* 9. února 1930)
- 2002 – Peretz Beda Mayer, izraelský malíř českého původu (* 5. března 1906)
- 2014 – Robert Sak, český historik (* 19. ledna 1933)
- 2023 – Zdeněk Potužil, režisér, scenárista, dramaturg, spisovatel (* 25. srpna 1947)

### Svět

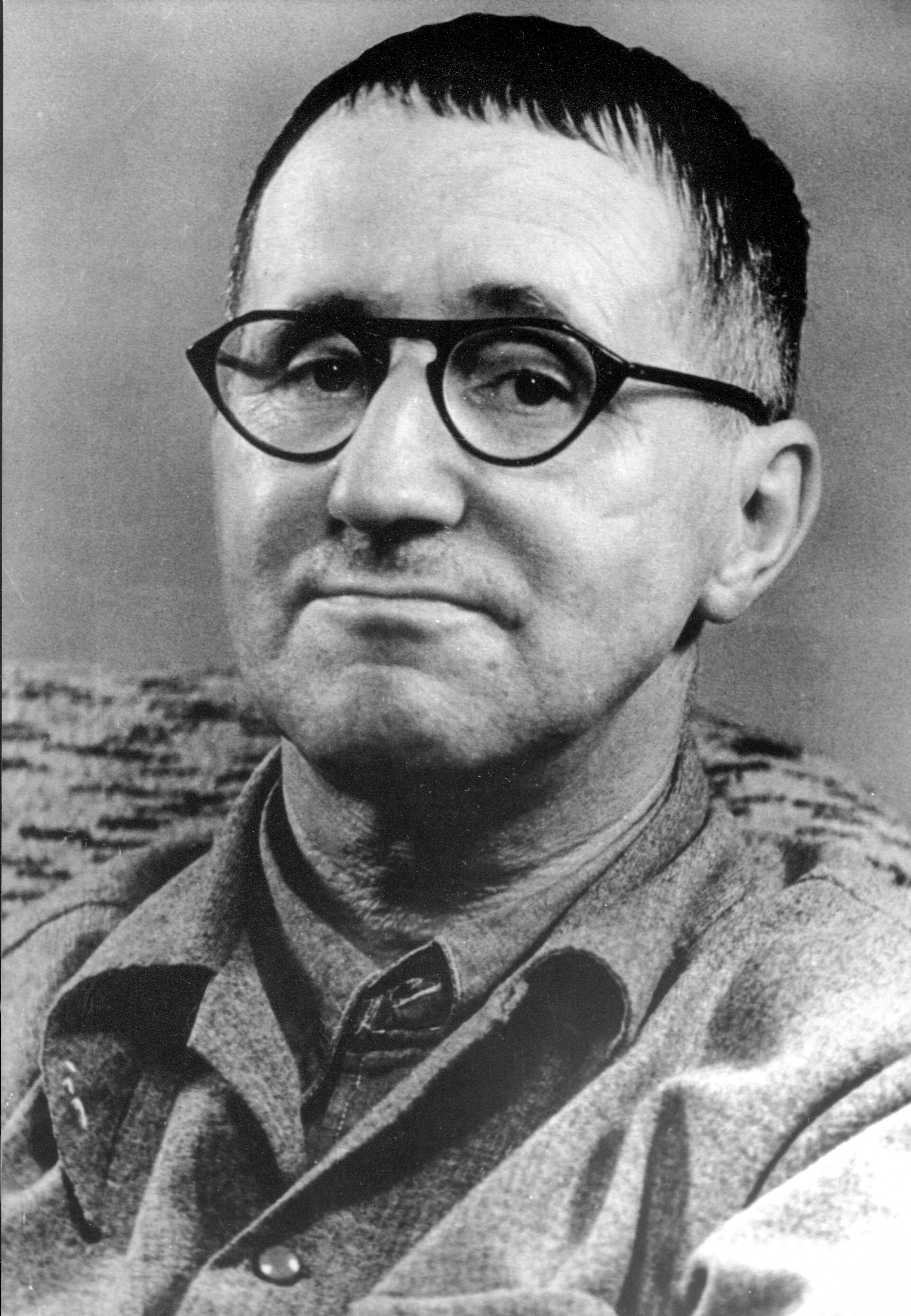
Bertolt Brecht († 1956)

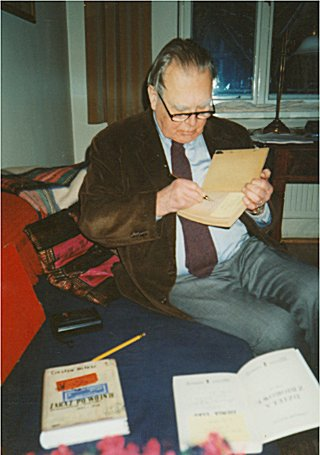
Czesław Miłosz († 2004)

- 1040 – Duncan I., skotský velekrál (* kolem roku 1000)
- 1196 – Jindřich IV. Lucemburský, zvaný Slepý, lucemburský hrabě (* 1112)
- 1317 – Arnaud Nouvel, francouzský kardinál
- 1433 – Jan I. Portugalský, portugalský král (* 11. dubna 1357)
- 1464 – Pius II., papež (* 18. října 1405)
- 1632 – August Falcko-Sulzbašský, německý hrabě (* 2. října 1582)
- 1728 – Arnošt August, vévoda z Yorku a Albany, mladší bratr britského krále Jiřího I. (* 17. září 1674)
- 1754 – Marie Anna Josefa Habsburská, rakouská arcivévodkyně a portugalská královna (* 7. září 1683)
- 1763 – Giovanni Battista Somis, italský houslista a hudební skladatel (* 25. prosince 1686)
- 1793 – František Berchtold z Uherčic, první diecézní římskokatolický biskup banskobystrické diecéze (* 24. června 1730)
- 1819 – Erik Acharius, byl švédský botanik (* 10. října 1757)
- 1833 – Luigi Cagnola, italský architekt (* 9. června 1762)
- 1841 – Johann Friedrich Herbart, německý filozof, psycholog a pedagog (* 4. května 1776)
- 1852 – Margaret Taylorová, manželka 12. prezidenta USA Zachary Taylora (* 21. září 1788)
- 1866 – Karol Kuzmány, slovenský spisovatel (* 16. listopadu 1806)
- 1888 – Carl Christian Hall, dánský premiér (* 25. února 1812)
- 1891
  - Teofil Kwiatkowski, polský malíř (* 21. února 1809)
  - Sarah Childress Polková, manželka 11. prezidenta USA Jamese Polka (* 4. září 1803)
- 1912 – Alžběta Saská, saská princezna (* 4. února 1830)
- 1914 – Giuseppe Incorpora, italský fotograf (* 18. září 1834)
- 1921 – Georg von Schönerer, rakouský politik (* 17. července 1842)
- 1926 – Me'ir Simcha z Dvinsku, rabín (* 1843)
- 1928 – Klabund, německý expresionistický básník, dramatik, romanopisec a překladatel (* 4. listopadu 1890)
- 1934 – Raymond Hood, americký architekt (* 29. března 1881)
- 1941
  - Maxmilián Kolbe, polský římskokatolický kněz, minorita, filosof, teolog, misionář a mučedník (* 8. ledna 1894)
  - Paul Sabatier, francouzský chemik, držitel Nobelovy ceny za chemii (* 5. listopadu 1854)
- 1943 – Stanisław Głąbiński, polský ministr zahraničních věcí (* 25. února 1862)
- 1951 – William Randolph Hearst, americký vydavatel novin (* 28. dubna 1863)
- 1952 – David Cvi Pinkas, izraelský ministr dopravy (* 5. prosince 1895)
- 1954 – Hugo Eckener, německý organizátor vzducholodní dopravy (* 10. srpna 1868)
- 1956
  - Konstantin von Neurath, nacistický zločinec, první protektor Čech a Moravy (* 2. února 1873)
  - Bertolt Brecht, německý dramatik (* 10. února 1898)
- 1958 – Frédéric Joliot-Curie, francouzský fyzik, držitel Nobelovy ceny za chemii (* 19. března 1900)
- 1961 – Clark Ashton Smith, americký spisovatel, básník a malíř (* 13. ledna 1893)
- 1963 – Eric Carlberg, švédský sportovní střelec, dvojnásobný olympijský vítěz 1912 (* 5. dubna 1880)
- 1969 – Leonard Woolf, anglický politický teoretik, spisovatel a nakladatel (* 25. listopadu 1880)
- 1971 – Mak Dizdar, bosenský básník a novinář (* 17. října 1917)
- 1972 – Jules Romains, francouzský spisovatel (* 26. srpna 1885)
- 1977 – Alexandr Romanovič Lurija, sovětský psycholog (* 16. července 1902)
- 1979 – Jehošua Rabinovic, ministr financí Izraele (* 12. listopadu 1911)
- 1980
  - Diego Fabbri, italský dramatik a scenárista (* 2. července 1911)
  - Helmut Preidel, česko-německý archeolog (17. května 1900)
- 1981 – Karl Böhm, rakouský dirigent (* 28. srpna 1894)
- 1982 – Mahási Sayadaw, buddhistický meditační mistr školy théraváda (* 29. července 1904)
- 1983 – Alfred Rust, německý archeolog (* 4. července 1900)
- 1985 – Lina Heydrichová, manželka Reinharda Heydricha (* 14. června 1911)
- 1988 – Enzo Ferrari, italský automobilový závodník a zakladatel firmy Ferrari (* 18. února 1898)
- 1991 – Ludwig Landgrebe, rakouský filosof (* 9. března 1902)
- 1994 – Elias Canetti, britsko-rakouský spisovatel, teoretik společenských věd a humanista, držitel Nobelovy ceny za literaturu (* 25. července 1905)
- 1996 – Sergiu Celibidache, rumunský dirigent a hudební skladatel (* 11. července 1912)
- 2003 – Moše Karmel, izraelský generál a politik (* 17. ledna 1911)
- 2004 – Czesław Miłosz, polský prozaik, básník a esejista, nositel Nobelovy ceny a ocenění Spravedlivý mezi národy (* 30. června 1911)
- 2007
  - Bill Lomas, anglický motocyklový závodník (* 8. března 1928)
  - Tichon Nikolajevič Chrennikov, ruský hudební skladatel a pedagog (* 10. června 1913)
- 2009 – Robert Büchler, slovensko-izraelský historik (* 1. ledna 1929)
- 2010 – Abbey Lincoln, americká jazzová zpěvačka (* 6. srpna 1930)
- 2011 – Jekatěrina Golubeva, ruská herečka (* 9. října 1966)
- 2012 – Svetozar Gligorić, srbský šachový velmistr (* 2. února 1923)
- 2013 – Allen Lanier, americký kytarista a klávesista (* 25. června 1946)
- 2015 – Bob Johnston, americký hudební producent a hudebník (* 14. května 1932)
- 2020 – Julian Bream, anglický klasický kytarista a loutnista (* 15. července 1933)
- 2024 – Gena Rowlands, americká herečka (* 19. června 1930)

## Svátky

### Česko
- Alan, Alen, Sylva
- Eusebie, Eusebius
- Smil

### Svět
- Slovensko – Mojmír
- Bahrajn: Den nezávislosti
- Pákistán: Den nezávislosti
- Portugalsko: Den nezávislosti
- Lichtenštejnsko: Den knížete Františka Josefa
- Itálie: Palio Del Golfo (je-li 2. neděle v měsíci)
- Den mládeže (je-li pondělí)

| 14. srpen v pražském KlementinuÚdaje jsou platné k 8. 7. 2025. | 14. srpen v pražském KlementinuÚdaje jsou platné k 8. 7. 2025. | 14. srpen v pražském KlementinuÚdaje jsou platné k 8. 7. 2025. |
| minimum                                                        | denní průměr                                                   | maximum                                                        |
| -------------------------------------------------------------- | -------------------------------------------------------------- | -------------------------------------------------------------- |
| 9,3 °C (1908)                                                  | 20,3 °C (od 1961)                                              | 35,6 °C (2015)                                                 |